# Штирбей, Марина
Марина Штирбей (в замужестве — Брынковяну) (рум. Marina Știrbey (Știrbei) Brâncoveanu; 19 марта 1912, Вена,  Австро-Венгрия — 15 июля 2001, Булок, Франция) — румынская лётчица, участница Второй мировой войны, инициатор и организатор создания «Белой эскадрильи» — подразделения, отвечавшего за перевозку раненых.

## Биография
Княгиня. Представительница известного княжеского рода Штирбей, дочь князя Джордже Штрибея и племянница бывшего премьер-министра Румынии Барбу Штрибея.
В 1935 году, после окончания лётной школы под руководством Иоана Кантакузина получила лицензию пилота. В 1936 году заняла первое место в авиаконкурсе в Румынии и участвовала в большом авиаперелёте по Европе из Бухареста в Стокгольм, став первой румынской женщиной, осуществившей в одиночку полёт в условиях густого тумана над Балтийским морем. Участница первой Международной технической конференции «Роман-Aэро» по вопросам оказания медицинской авиапомощи, состоявшейся в июне 1937 года.
В 1938 году в качестве члена Совета румынского Красного Креста, вместе с Марианой Дрэджеску, Вирджинией Дуцеску, Надей Руссо и Ириной Бурная, приняла участие в королевских военных маневрах в Галаце. После полёта специально оборудованным грузовым самолётом, у неё возникла идея создания военно-санитарной эскадрильи, составленной исключительно из женских экипажей, по модели уже существовавшей финской женской авиаорганизации «Лотта Свярд».
В 1938 году незадолго до начала Второй мировой войны инициировала создание румынской «Белой эскадрильи», в которой служила вместе с четырьмя подругами: Вирджинией Дуцеску, Надей Руссо, Марианой Дрэджеску и Ириной Бурная. Участвовала в операциях румынских войск на Восточном фронте. Как одна из основателей эскадрильи летала над территориями противника, эвакуируя раненых с линии фронта.
В феврале 1942 года вышла замуж за князя Константина Басараба Брынковяну. В 1947 году после прихода к власти коммунистического правительства, состояние семьи было национализировано, а муж — арестован. Марина Щтирбей бежала из Румынии со своими двумя детьми. Поселилась во Франции, где умерла в 2001 г.